# ノーマルポジション

ノーマルポジション (Normal Position) とは磁気テープのポジション表示の一つで、IEC TYPE1で表示される。ここでは主にコンパクトカセットのノーマルポジションについて説明する。

## テープのグレード

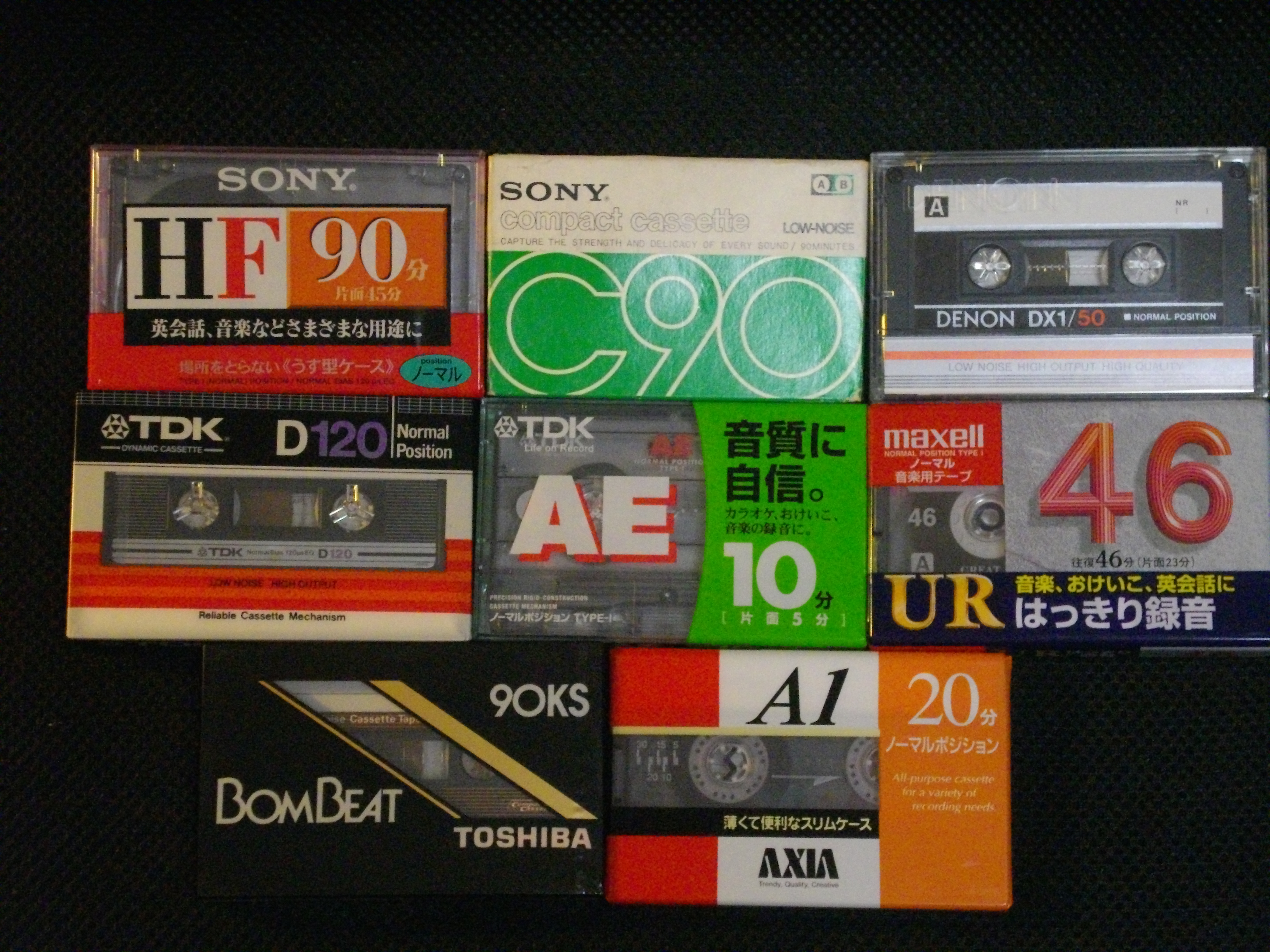
LNグレードおよびLLHグレードのコンパクトカセット

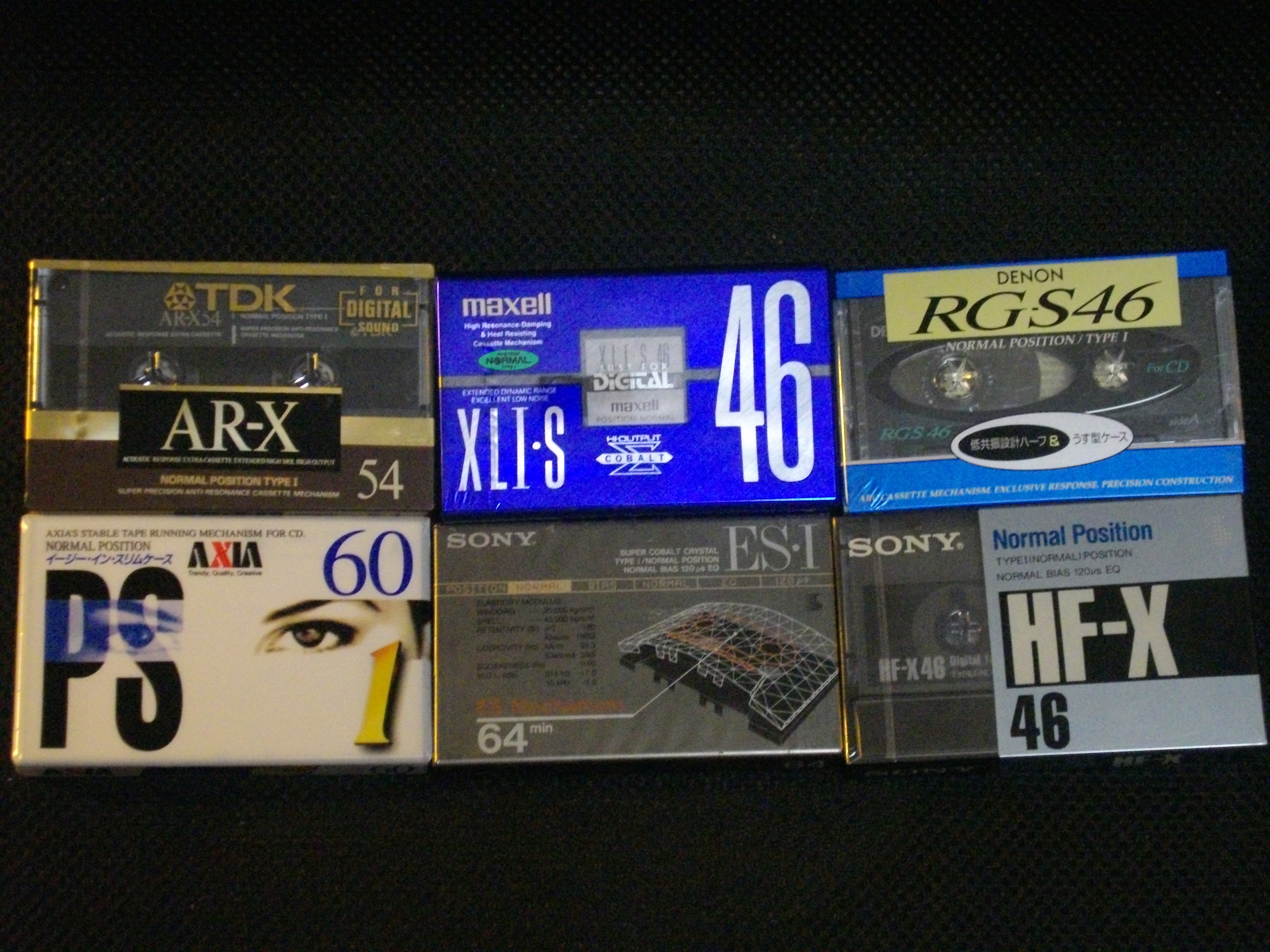
LHグレードのコンパクトカセット

ノーマルポジションの中には、オープンリール用のスタンダードグレード（以下STD）、コンパクトカセットでよく使用されるLN（ローノイズ/Low Noise）、LNよりもアウトプットレベルを改善して音質を向上させ、音楽録音用途にも対応させたLLH（Low-Class Low Noise High Output）、音楽録音用途に最適化されたLH（Low Noise High Output）、LHに対し特別に音楽録音用途専用に最適化されたSLH（Super Low Noise High Output）が存在する。
STD
磁性体はそのほとんどがオープンリールのSTDテープ用に開発されたものが転用された。ノーマルポジションの中で最下位グレードであり、初期のテープは全てこのグレードであった。コンパクトカセットでもごく初期は利用していたが、テープの走行速度の遅さや当時の録音性能ではヒスノイズを抑えることや、音質の向上は望めず、ほぼ会話録音用に限定されていた。初期のフィリップスカセット、および東京電気化学（以下、および現在のTDK）のシンクロカセット、日立マクセル（以下、および現在のマクセル）のC、ポピュラー、ソニーのマガジンテープ、日本コロムビア（音響機器事業部、現在のディーアンドエムホールディングス）の初代TRK、BON（香港）のほか、2023年現在、新品で購入可能なHIDISCオリジナルカセットテープの中国製造品、および中国製ザ・ダイソーオリジナルカセットテープなどはこのグレードである。
LN
STDテープに対しS/N比（音質）もやや改善し、会議録音のほか音楽録音用にも耐えうるべく汎用性を高めたのがLN（ローノイズ）である。1968年に従来のSTDテープの代替として段階的に製品化された。コンパクトカセットでは最もベーシックな普及グレードとされ、特にモノラルラジカセやモノラルテープレコーダーではこのLNテープで調整されることが多い。代表的なLNテープに、TDKのF、LN、D（カセット郵便(UC)含む）、DS、JY、ソニーのC（LN）、CHF、マクセルのUL（初代・2代目）、UN、日本コロムビアの2代目TRK、1Hなどが存在していたが、後に製造メーカーのほとんどが後述するLLHグレードに移行・統合されるかたちで日本国内では1980年代中期までに製造・販売を全て完了した。

LLH
本来LNテープ用に開発された磁性体のさらなる微粒子化を前提として改良を加え、LNテープに対し中高域のMOLやS/N比をやや改善させたグレードで特性上、LNとLHの中間に位置する。ノーマルポジション用カセットテープのグレードとしては最も後発にあたり、1979年12月に発売を開始した日本コロムビア（DENONブランド）のDX1が初出。DX1の成功で他の製造メーカーも順次、これに追従する形で従来のLNテープを段階的にLLHグレードに置き換えていった。2019年8月現在、現行製品として発売されているノーマルポジション用カセットテープの全製品が実はこのグレードであり、マクセルのUR、および3代目UL（最終製品はザ・ダイソー専売）、UDデザイン復刻版、薦田、ナガオカ CT（旧・ナガオカ CC）、HIDISCの日本国内製造品などがこれに該当する。また、過去の代表的なLLHテープとしてソニーの3代目以降のHFのほか、TDK（イメーションの同ブランド品含む）のAE、富士フイルム（AXIAブランド）のA1、パナソニックのPX（基本的にTDKのAEのOEMだが最末期はマクセルのURのOEM）などが存在していた。
LH
後発のLLHより更に高域性能に優れ、γ-ヘマタイト酸化鉄系磁性体の密度を多くしたり、細粒子化、2層塗布（AXIAのダブルコーティングが有名）、本来はビデオテープ、およびハイ（クロム）ポジション用カセットテープに開発されたコバルトドープ酸化鉄系磁性体を混合し、実現している。コンパクトカセットでは実質LNとLHでわかれており、LHの中でさらに低級ノーマル、および標準ノーマル、高級ノーマルの3タイプのグレード分けが存在する。1968年11月に米国で先行発売されたTDKの初代SDが初出となっており、代表的なLHテープに、ソニーのHi-Fi（のちの初代HF）、BHF、AHF、HF-S、HF-X、HF-ES、HF-PRO、POPS、Classic、Vocal、CDiXI、TDKのSD、AD、AD-S、ED、OD、AD-X、AR、AR-X、CDingI、マクセルのUD、UDI、UD-XLI、XLI、XLI-S、HB-1(響ノーマル)、COLOR CLUB、月刊Stereo・2019年11月号特別付録UD60FMなどが存在していた。高級ノーマルテープは中低域のMOL特性がかつてのメタルテープと比べておよそ0.5db程度にまで匹敵するものがあり、メタルテープ同様録音レベルを+2～3db高く入力することが推奨されていた。コンパクトカセットでは、スタンダードテープの録音時の標準バイアス量を100%とすると、LHテープの録音時の適正バイアス量はIEC Type IIIと同じ110%であるとされている。
SLH
主にオープンリールで使用され、ノーマルポジションでは最高のグレードである。1974年9月に発売を開始したマクセルのUD-XL（後のUD-XLI → XLI）が初出。コンパクトカセットは前述の通りSLHのほか、最後発のLLHもLHの一部となっている。